# Relaxationsversuch
Der Relaxationsversuch ist ein experimentelles Verfahren aus der Festigkeitslehre, einem Teilbereich der Rheologie, zur Bestimmung der Relaxationszeit in einem verformbaren Festkörper. Dabei wird ein Prüfkörper mit bestimmten Abmessungen in definierter Weise vorgespannt und so auf Scherung, Dehnung oder Stauchung beansprucht. Gemessen wird der zeitliche Verlauf (die Abnahme, Relaxation) der Kraft, die benötigt wird, um die anfängliche Verformung aufrechtzuerhalten.
Ein im Relaxationsversuch gemessener Kennwert ist die Relaxationsspannung {\displaystyle R_{E/t/\epsilon }}. Diese beschreibt die mechanische Spannung, die sich bei einem (metallischen) Werkstoff einstellt, und zwar:
- bei festgelegter, konstanter Temperatur {\displaystyle E} oberhalb der Übergangstemperatur {\displaystyle T_{t}}
- nach einer bestimmten Beanspruchungszeit {\displaystyle t} und
- bei einer aufgeprägten plastischen Ausgangsverformung {\displaystyle \epsilon }.

Die Ergebnisse eines Relaxationsversuches können mithilfe von rheologischen Modellen erklärt werden.